# سفارت آلمان در پراگ
سفارت آلمان در پراگ (به لاتین: Embassy of Germany) یک منطقهٔ مسکونی و نمایندگی سیاسی این کشور در جمهوری چک است که در پراگ واقع شده‌است.